# Rob Fitton
Robin Fitton (Leeds, 1928 - Adenau of Bonn, 2 mei 1970) was een Brits motorcoureur. 
Zijn beste seizoen was 1968, toen hij vierde werd in het wereldkampioenschap wegrace in de 500cc-klasse. 

Rob Fitton maakte deel uit van het "Continental Circus" het reizende gezelschap van privérijders die door heel Europa reisden om deel te nemen aan internationale races en Grands Prix. Fitton racete in Zweden, Nederland, België, Frankrijk en Duitsland, maar - opmerkelijk genoeg - nooit in zijn thuisrace, de gevaarlijke Isle of Man TT. Gedurende de jaren zestig nam hij deel aan het wereldkampioenschap, zowel in de 350- als de 500cc-klasse. Daar was zijn beste prestatie in een race de tweede plaats in de 500 cc Ulster Grand Prix achter Giacomo Agostini. 
Rob Fitton debuteerde als motorcoureur in 1951. Zijn eerste overwinning haalde hij al in hetzelfde jaar met een BSA Gold Star tijdens de Munster 100 handicap race in Cork (Ierland). In 1969 was Fitton met zijn 41 jaren een van de meest ervaren coureurs. Hij racete met 350- en 500 cc Norton Manx', maar die machines konden toen al lang niet meer meekomen. Hij werd in dat seizoen slechts 42e in de 350- en 9e in de 500cc-klasse. In 1969 had hij nog deelgenomen aan de races in Tubbergen en Tilburg. Tubbergen was een van zijn favoriete stratencircuits, maar ook op het Circuit de la Sarthe in Le Mans presteerde hij goed.
Ook in 1970 wilde hij deelnemen aan het wereldkampioenschap wegrace, maar tijdens de trainingen voor de Grand Prix van Duitsland op de Nürburgring slipte hij onder natte omstandigheden in de "Wipperman"-sectie. Hij werd naar het ziekenhuis van Adenau gebracht en aanvankelijk werd gemeld dat er geen levensgevaar was, maar hij had ernstige hoofdwonden en een afgerukt been en laat in de middag werd gemeld dat hij was overleden. In de Wipperman-sectie stonden nog de gevaarlijke vangrails die in 1971 zouden worden verwijderd. 
Enige tijd na zijn dood schreef journalist Denis Jenkinson in het blad Motor Sport een artikel waarin hij de oorzaak van Fitton's dood weet aan de aanwezigheid van de vangrails. Jenkinson had zelf ervaring als coureur en bakkenist en brak een lans voor de coureurs, die door de organisatoren zelden serieus genomen werden als ze pleitten voor meer veiligheid. Ook de onderzoeker van het blad Motorsport, Rob Semmeling, die ook kenner van de Nürburgring was, stelde vast dat de vangrails bij Wipperman verwijderd hadden moeten worden. 
In 1970 werd de Grand Prix Riders Association opgericht, die een groot aantal eisen bij de Fédération Internationale de Motocyclisme op tafel legde. Die werden door de FIM overgenomen, maar het zou nog jaren duren voor ze ook door de organisatoren werden overgenomen. In 1974 deelde de FIM voor het eerst sancties uit, uitgerekend aan de raceleider van de Duitse Grand Prix op de Nürburgring. Toen die niet inging op de eisen van de coureurs werd hij door FIM-president Rodil del Valle ontslagen en kreeg de Duitse motorsportbond een boete van 20.000 Zwitserse franken. 

## Wereldkampioenschap wegrace resultaten
|              | 1e | 2e | 3e | 4e | 5e | 6e |
| ------------ | -- | -- | -- | -- | -- | -- |
| Punten 1950: | 8  | 6  | 4  | 3  | 2  | 1  |

|         | 1e | 2e | 3e | 4e | 5e | 6e | 7e | 8e | 9e | 10e |
| ------- | -- | -- | -- | -- | -- | -- | -- | -- | -- | --- |
| Punten: | 15 | 12 | 10 | 8  | 6  | 5  | 4  | 3  | 2  | 1   |

| Jaar | Klasse | Team  | Motorfiets          | 1     | 2     | 3       | 4     | 5      | 6       | 7     | 8     | 9      | 10      | 11    | 12    | Punten | Plaats | Winst |                                    | Wereldkampioen |
| ---- | ------ | ----- | ------------------- | ----- | ----- | ------- | ----- | ------ | ------- | ----- | ----- | ------ | ------- | ----- | ----- | ------ | ------ | ----- | ---------------------------------- | -------------- |
| 1964 | 500 cc | Privé | Norton 30M Manx 500 | VST - |       |         | IOM - | NED -  | BEL -   | DUI - | DDR - | ULS 4  | FIN -   | NAT - |       | 4      | 14e    | 0     | Mike Hailwood, MV Agusta 500 4C    |                |
| 1965 | 500 cc | Privé | Norton 30M Manx 500 | VST - | DUI - |         |       | IOM -  | NED DNF | BEL - | DDR - | TSL -  | ULS 6   | FIN - | NAT - | 1      | 25e    | 0     | Mike Hailwood, MV Agusta 500 4C    |                |
| 1966 | 500 cc | Privé | Norton 30M Manx 500 |       | DUI - |         | NED - | BEL -  | DDR -   | TSL - | FIN - | ULS 11 | IOM -   | NAT - |       | 0      | -      | 0     | Giacomo Agostini, MV Agusta 500 4C |                |
| 1967 | 500 cc | Privé | Norton 30M Manx 500 |       | DUI 4 |         | IOM - | NED -  | BEL 7   | DDR - | TSL - | FIN -  | ULS DNF | NAT - | CAN - | 3      | 15e    | 0     | Giacomo Agostini, MV Agusta 500 3C |                |
| 1968 | 500 cc | Privé | Norton 30M Manx 500 | DUI - | SPA - | IOM -   | NED - | BEL 4  | DDR -   | TSL - | FIN - | ULS 2  | NAT -   |       |       | 9      | 4e     | 0     | Giacomo Agostini, MV Agusta 500 3C |                |
| 1969 | 350 cc | Privé | Norton 40M Manx 350 | SPA - | DUI - |         | IOM - | NED -  |         | DDR - | TSL - | FIN -  | ULS 9   | NAT - | ADR - | 2      | 42e    | 0     | Giacomo Agostini, MV Agusta 350 3C |                |
| 1969 | 500 cc | Privé | Norton 30M Manx 500 | SPA - | DUI 5 | FRA DNF | IOM - | NED 16 | BEL 6   | DDR - | TSL - | FIN -  | ULS 4   | NAT - | ADR - | 19     | 9e     | 0     | Giacomo Agostini, MV Agusta 500 3C |                |